# متشيل أنس
ميشيل إنس أول رئيس للنادي الاهلي المصري سنة 1907، وهو إنجليزي الجنسية. تولى أنس رئاسة النادي الأهلي لمدة عام واحد من 1907 حتى 1908، ليبدأ النادي الأهلي في الانطلاق، كان ملحقًا عسكريًا بريطانيًا في وزارة المالية المصرية.